# Nils Täpp
Nils Bertil Täpp (* 27. Oktober 1917 in Malung,  Dalarnas län; † 23. Oktober 2000 ebenda) war ein schwedischer Skilangläufer, der in den späten 1940er und frühen 1950er Jahren aktiv war.

## Werdegang
Täpp, der für den Sågmyra IF und den Östersunds SK startete, gewann bei den Olympischen Winterspielen 1948 in St. Moritz die Goldmedaille mit der Staffel. Zwei Jahre später holte er bei den Nordischen Skiweltmeisterschaften 1950 in Lake Placid ebenfalls die Goldmedaille mit der Staffel. Im selben Jahr wurde er bei den Svenska Skidspelen in Östersund Dritter im 18-km-Lauf. Im folgenden Jahr errang er bei den Svenska Skidspelen in Sundsvall den zweiten Platz im 18-km-Lauf. Bei den Olympischen Winterspielen 1952 in Oslo holte er die Bronzemedaille mit der Staffel. Zudem wurde er Siebter über 18 km. Bei schwedischen Meisterschaften siegte er 1946 über 15 km, 1949 wurde er schwedischer Meister mit der Staffel von Östersunds SK.

## Erfolge
- Olympische Winterspiele 1948 in St. Moritz: Gold mit der Staffel
- Olympische Winterspiele 1952 in Oslo: Bronze mit der Staffel
- Nordische Skiweltmeisterschaften 1950 in Lake Placid: Gold mit der Staffel